# 2,000 Light Years Away
«2,000 Light Years Away» (a 2.000 años luz de distancia en español) es la primera canción del álbum Kerplunk de la banda de punk rock californiana Green Day.
La canción fue inspirada sobre la relación a distancia de Billie Joe Armstrong y Adrienne Nesser (su esposa) quien en ese momento vivía en Minesota, mientras el vivía en California.
El número 2.000 también está también es mencionado en Westbound Sign: "is tragedy 2,000 miles away?" ("¿son una tragedia 2.000 millas de distancia?"), con la misma temática.
La canción también aparece en la banda sonora Jerky Boys (1995).
Se tocó por primera vez el día 4 de enero de 1991 en Raji's; Hollywood, California. Se ha tocado en más de 500 ocasiones.
En el Box Set "7" Vinyl Box Set" lanzado en 2011 se incluye un sencillo exclusivo de esta canción.

## Lista de canciones
Vinyl Box Set

| Side A |                                              |          |  |
| N.º    | Título                                       | Duración |  |
| 1.     | «2,000 Light Years Away»                     | 2:24     |  |
| 2.     | «Welcome To Paradise» (Versión de Kerplunk!) | 3:30     |  |

| Side B |                               |          |  |
| N.º    | Título                        | Duración |  |
| 1.     | «Who Wrote Holden Caulfield?» | 2:45     |  |
| 2.     | «Welcome To Paradise» (Live)  | 4:04     |  |